# Iglesia de San Francisco (Cajamarca)
El Templo de San Francisco o Iglesia de San Francisco es un edificación religiosa de culto católico bajo la advocación de San Francisco (de Asís) en la ciudad de Cajamarca, en el departamento de Cajamarca, ubicado en el Perú.
Se engloba dentro del complejo formado por el Convento de San Francisco, ubicándose al sureste de la Plaza Mayor.
El templo de San Francisco comenzó a construirse en 1699 y diseñado por el arquitecto Matías Pérez Palomino y su construcción duró hasta el siglo XX, terminándose la construcción de sus dos torres frontales en el año 1958.

## Descripción
Para la construcción del templo se emplearon piedras labradas que se extrajeron del cerro Santa Apolonia, y está íntegramente realizada en cantería labrada a mano.
Este templo tiene tres naves, con una cúpula con vitrales y paredes de gran sobriedad. Su arquitectura es imponente.
Los retablos y altares están tallados en madera o moldeados en bronce.
Destaca el santuario dedicado a la Virgen de los Dolores, reina y patrona de Cajamarca, la preciosa imagen está en su interior.

### Convento
El convento, en su primera versión, fue concluido en el año 1562, llegando entonces los primeros frailes franciscanos.